# اویزدتس (ناحیه پراخاتیتسه)
اویزدتس (به چکی: Újezdec) یک منطقهٔ مسکونی در جمهوری چک است که در ناحیه پراخاتیتسه واقع شده‌است. اویزدتس ۲٫۸۹ کیلومتر مربع مساحت و ۵۳ نفر جمعیت دارد و ۵۳۲ متر بالاتر از سطح دریا واقع شده‌است.